# Camaricus rinkae
Camaricus rinkae là một loài nhện trong họ Thomisidae.
Loài này thuộc chi Camaricus. Camaricus rinkae được Biswamoy Biswas & R. Roy miêu tả năm 2005.